# Delaware City
Delaware City város az USA Delaware államában, New Castle megyében. Lakosainak száma 1885 fő (2020).

## Népesség
A település népességének változása:

| 2010 | 1 695 |
| 2020 | 1 885 |